# Who Goes There
"Who Goes There" es el cuarto episodio de la primera temporada de la serie de televisión de antología estadounidense de drama criminal True Detective. El episodio fue escrito por el creador de la serie Nic Pizzolatto y dirigido por el productor ejecutivo Cary Joji Fukunaga. Se transmitió por primera vez en HBO en Estados Unidos el 9 de febrero de 2014.
La temporada se centra en los detectives de homicidios de la Policía Estatal de Luisiana Rustin "Rust" Cohle (Matthew McConaughey) y Martin "Marty" Hart (Woody Harrelson), quienes investigan el asesinato de la trabajadora sexual Dora Lange en 1995. Diecisiete años después, deben revisar la investigación, junto con varios otros crímenes sin resolver. En este episodio, Cohle y Hart identifican una conexión con Reggie Ledoux y buscan infiltrarse en una pandilla de motociclistas para obtener su ubicación.
De acuerdo con Nielsen Media Research, el episodio fue visto por aproximadamente 1,99 millones de espectadores domésticos y obtuvo una participación de rating de 0,8 entre los adultos de 18 a 49 años. El episodio recibió aclamación de la crítica, que elogió el desarrollo del personaje, la escritura, la dirección, las actuaciones y la tensión. La secuencia de seis minutos en la que Rust Cohle participa en una redada recibió elogios universales. Por el episodio, Cary Joji Fukunaga ganó el premio a la Mejor Dirección de Serie Dramática en la 66.ª edición de los premios Primetime Emmy.

## Trama

### 2012
Rust (Matthew McConaughey) es interrogado por Gilbough (Michael Potts) y Papania (Tory Kittles) por tomar una baja por enfermedad, donde afirma que visitó a su padre moribundo en Alaska. También interrogan por separado a Marty (Woody Harrelson) sobre el reclamo, ya que los registros médicos no muestran evidencia de que el padre de Rust haya estado en el estado durante 30 años.

### 1995
Rust y Marty se enfrentan a Charlie Lange (Brad Carter). Charlie relata las descripciones de Ledoux de un lugar donde los hombres ricos van a adorar al diablo y sacrificar mujeres y niños, mencionando a Carcosa y "El Rey Amarillo". Dice que Reggie tiene una marca de espiral en la espalda y que el socio de Ledoux, Tyrone Weems (Todd Giebenhain), podría conocer su paradero. 
Mientras testifica en el tribunal, Marty se enfrenta a Lisa (Alexandra Daddario). Marty la insulta y la desprecia. En represalia, Lisa le cuenta a Maggie (Michelle Monaghan) sobre su aventura. Marty llega a casa y descubre que Maggie y sus hijas se han ido y que su propia ropa está empaquetada en una maleta.
Marty localiza a Weems en un rave, quien le dice que Ledoux cocina metanfetamina para una pandilla de motociclistas del este de Texas llamada Iron Crusaders (Cruzados de Hierro, en español). Luego, Marty visita a Maggie en el hospital donde trabaja y provoca una escena, lo que lleva a Maggie a llamar a Rust para llevárselo.
Rust le dice a Marty que conoce a la pandilla, ya que sirvió con ellos mientras trabajaba encubierto. La pandilla cree que murió durante un tiroteo, lo que utiliza para regresar sin que descubran su tapadera. Rust recibe una baja por enfermedad de la policía sin notificarles sobre su plan previsto, alegando que está visitando a su padre en Alaska. También recupera cocaína de la sala de pruebas y comienza a fingir marcas de agujas. Antes de partir para encontrarse con la pandilla, Rust se reúne con Maggie para convencerla de que le permita a Marty ver a sus hijas y arreglar su relación.
En un bar frecuentado por la pandilla, Rust se encuentra con su contacto, Ginger (Joseph Sikora). Rust inventa una historia sobre trabajar para un cártel mexicano e intenta convencer a Ginger para que le presente a su proveedor de metanfetamina. Sospechando de la historia de Rust, Ginger lo obliga a participar en una redada en el territorio de otra pandilla, después de lo cual dice que le contará a Rust sobre su proveedor de metanfetamina.  
Rust y los Iron Crusaders consumen varias drogas antes de lanzar su redada, que rápidamente se convierte en un tiroteo fatal en todo el vecindario. Rust logra escapar con Ginger, revelando que es policía. Marty los encuentra y escapan mientras continúa la violencia en el barrio.

## Producción

### Desarrollo
En enero de 2014, el título del episodio se reveló como "Who Goes There" y se anunció que el creador de la serie Nic Pizzolatto había escrito el episodio mientras que el productor ejecutivo Cary Joji Fukunaga lo había dirigido. Este fue el cuarto crédito de escritura de Pizzolatto y el cuarto crédito de dirección de Fukunaga.

### Rodaje
El episodio incluyó una toma de seis minutos de duración, en la que Rust (Matthew McConaughey) participa en una redada que salió mal. El director Cary Joji Fukunaga ya utilizó la técnica en sus películas anteriores Sin nombre y Jane Eyre, y firmó para dirigir la serie sabiendo que él también usaría la técnica. Cuando leyó el guion del episodio, supo que la escena de la redada sería la única toma en una toma larga.  El equipo obtuvo permiso para filmar en un complejo de viviendas, después de lo cual Fukunaga comenzó a planificar todas las rutas posibles para filmar la secuencia.  Fukunaga comentó: "Incluso la acción y las secuencias de acrobacias fueron complicadas. Estamos trabajando en un programa de televisión. No es como una película en la que puedes pasar mucho tiempo resolviendo las acrobacias con los actores. Solo teníamos un día y medio para que Matthew y todos los demás estuvieran en la misma página". 
La escena más difícil de filmar fue la de Cohle y Ginger saltando una valla metálica. Como al equipo no se le permitió romper la valla, se consideraron muchas opciones. Finalmente, decidieron colocar al operador de Steadicam en un brazo elevado para ayudarlos a filmar la secuencia. En total, la secuencia de seis minutos se filmó siete veces, y las primeras tres se descartaron por su ejecución ineficiente. Durante el rodaje, Fukunaga filmó posibles tomas para poder incluir dos tomas si la toma larga no era posible, pero el corte final consiste en una toma larga real.
En 2018, Fukunaga reveló que Pizzolatto quería cortar la secuencia durante la postproducción y explicó: "No le gustó en absoluto que yo estuviera presionando para eso. Quiero decir, no hay nada tan inventivo en [True Detective]. Es solo otro drama criminal. Hagamos algo divertido".

## Recepción

### Audiencia
El episodio fue visto por 1,99 millones de espectadores, lo que le valió un 0,8 en la escala de rating de Nielson para el grupo demográfico de 18 a 49 años. Esto significa que el 0,8 por ciento de todos los hogares con televisores vieron el episodio. Esto fue un ligero aumento con respecto al episodio anterior, que fue visto por 1,93 millones de espectadores con un 0,8 en el grupo demográfico de 18 a 49 años.

### Reseñas críticas

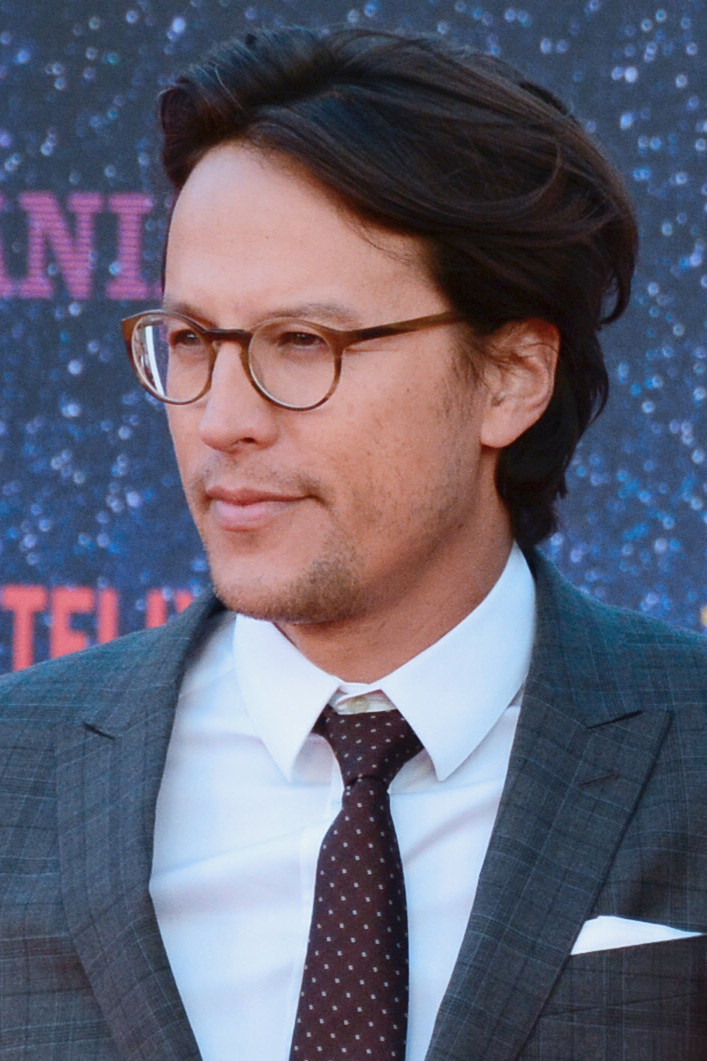
Por el episodio, Cary Joji Fukunaga recibió el premio a la mejor dirección de serie dramática en la 66.ª edición de los premios Primetime Emmy.

"Who Goes There" recibió elogios de la crítica. Jim Vejvoda de IGN le dio al episodio un "sorprendente" 9,2 sobre 10 y escribió en su veredicto: "Las mentiras de Hart finalmente lo alcanzan incluso cuando se necesitan decir más mentiras para que él y Cohle localicen al principal sospechoso en el asesinato de Dora Lange. Este episodio finalmente tenso y violento, el punto medio de la serie, ve a Cohle actuar encubierto y sobreviene un caos sangriento".
Erik Adams de The AV Club le dio al episodio una calificación de "A" y escribió: "Pero vaya, es posible que no veamos otra secuencia de tensión tan sostenida en nuestros televisores en 2014. Este es el mayor logro de la dirección de Cary Fukunaga en True Detective lejos: una toma de seguimiento ininterrumpida de seis minutos después de la participación de Rust en la redada de los Cruzados de Hierro que salió mal. Desde el asiento trasero de la camioneta de la pandilla de motociclistas hasta la parte trasera de la patrulla de Marty, es emocionante: un momento característico de la serie. eso no está listo para una parodia de Tumblr".  Britt Hayes de Screen Crush escribió: "Al igual que Rust, 'Who Goes There' se descarrila un poco esta noche y se convierte en un tipo de programa totalmente diferente, no es que sea del todo malo. Hay algo oscuro, energía frenética en la mitad posterior, y si hay una queja es que Marty es defraudado un poco y que al final del episodio todavía no tenemos a nuestro chico... lo que acaba con mis esperanzas de que Rust y Marty se vayan. Sin embargo, McConaughey está en llamas esta noche, dominando totalmente el episodio de principio a fin". 
Alan Sepinwall de HitFix escribió: "Pero más allá de esa secuencia, 'Who Goes There' es un ejemplo visual impresionante de lo que ha sido una serie magnífica hasta la fecha. La trama ya está construida en forma de caja de rompecabezas, como saben todos los personajes de 2012 más que nosotros, y dado que recibimos información y ciertos eventos fuera de orden, es encantador ver las imágenes presentadas de la misma manera a veces".  Gwilym Mumford de The Guardian escribió: "En lugar de aprender más sobre el hombre enmascarado al final del episodio tres, giramos a la izquierda hacia pandillas de motociclistas del este de Texas, pero lejos de ser un relleno, el episodio conduce a la temporada más escena eléctrica y atrevida todavía".  Kevin Jagernauth de IndieWire le dio al episodio una calificación de "A" y escribió: "¿Qué más se puede decir sobre el final sin sumergirse en la hipérbole? Superado el obstáculo y dirigiéndose a los últimos cuatro episodios, True Detective está funcionando en lo más alto que pocos programas pueden reclamar incluso después de algunas temporadas. Por supuesto, se tratará de mantener el aterrizaje, pero por sí solo, 'Who Goes There' es el mejor episodio de la temporada hasta ahora, sin lugar a dudas". 
James Poniewozik de TIME escribió: "Fue una de las escenas más sorprendentes que probablemente verás en la televisión durante todo el año y, sin embargo, el episodio no estaba terminado. Cuando Marty salió de la escena del crimen, hubo otro cambio en perspectiva, una toma cenital que reveló un asalto policial total, un helicóptero girando hacia su posición debajo de nosotros. Era como si nos hubiéramos sumergido en un mar profundo, turbio y surrealista con Cohle, y ahora estuviéramos elevándonos, arriba, atrás. a la superficie, donde finalmente podremos respirar de nuevo".  Kenny Herzog de Vulture le dio al episodio una calificación de 4 estrellas sobre 5 y escribió: "Todo lo cual nos lleva a la mitad del camino de True Detective y a la justa tarea de descubrir qué es lo que sabemos: una prostituta está muerta, una especie de culto satánico con un tatuaje en espiral como tarjeta de visita está sacrificando innumerables víctimas, el gran cocinero de metanfetamina Reggie Ledoux no está del todo ajeno, y Hart y Cohle son dos detectives típicamente dañados que comparten habitación en 1995 y alimentan las obsesiones del otro como el resultado final improbable de la estupidez y las circunstancias. Ah, y que Hart tiene polla de whisky".  Tony Sokol de Den of Geek le dio al episodio una calificación de 4 estrellas sobre 5 y escribió: "Matthew McConaughey se desata con Cohle en los proyectos, o como se llamen los proyectos en Luisiana. Estaba tan confundido que casi pregúntele al detective Maynard Gilbough y al detective Shinn qué estaba pasando. ¿Por qué siguió golpeando al tipo que lo trajo allí? ¿A quién le disparó para salir de allí? Probablemente fue mi culpa a principios de los noventa? Cómprame una copa y te lo cuento". 
Matt Richenthal de TV Fanatic le dio al episodio una calificación de 4,1 estrellas sobre 5 y escribió: "En general, uno de los mejores aspectos de True Detective es que no tengo idea de dónde terminará. No pasamos mucho tiempo en 2012 esta semana, pero sabemos que un nuevo asesino en serie anda suelto o que el antiguo nunca fue encontrado y sabemos que Marty y Rust tuvieron una pelea importante".  Shane Ryan de Paste le dio al episodio un 9,8 sobre 10 y escribió: "Cary Joji Fukunaga. Quería comenzar con ese nombre, porque cuando hablamos de True Detective, no lo decimos lo suficiente. Decimos 'Matthew McConaughey' y decimos 'Woody Harrelson' y decimos 'Nic Pizzolatto', y no estamos equivocados, de hecho, tenemos mucha, mucha razón, pero hemos estado mirando tres lados de un cuadrado y nos equivocamos por un triángulo. Hemos visto la unidad, la dualidad y la trinidad, y tal vez eso fuera lo máximo que podríamos esperar considerar en tres episodios porque, realmente, ¿quién ha oído hablar de una cuaternidad que mira un bosque denso? lleno de enormes troncos y enredaderas y frondosos pabellones, y dice: 'hombre, ese suelo debe ser increíblemente fértil'? ¿Quién ve a grandes actores animados por una gran escritura y desperdicia un pensamiento en el director? 

### Reconocimientos
Por el episodio, Cary Joji Fukunaga ganó el premio a la Mejor Dirección de Serie Dramática en la 66.ª edición de los premios Primetime Emmy.
TVLine nombró a Woody Harrelson "Artista de la semana" durante la semana del 9 de febrero de 2014, por su actuación en el episodio. El sitio escribió: "A raíz de un episodio que termina con un tiroteo/situación de rehenes/escape nocturno completamente loco, capturado con una toma épica de seis minutos, todavía no podemos deshacernos de la igualmente conmovedora pero trabajo mucho más tranquilo de Woody Harrelson como un marido profundamente imperfecto que se enfrenta al repentino pero inevitable colapso de su matrimonio".